# Bait (2019)
Bait ist ein Filmdrama von Mark Jenkin, das am 9. Februar 2019 im Rahmen der Internationalen Filmfestspiele Berlin seine Premiere im Internationalen Forum des Jungen Films feierte. Am 30. August 2019 startete der Film in den Kinos im Vereinigten Königreich und in Irland. Am 24. Oktober 2019 kam er in die deutschen Kinos.

## Handlung
In einem Fischerdorf an der Küste Cornwalls hat die Gentrifizierung, wie in der ganzen Region, die traditionellen Lebensweisen der Fischer immer mehr verschwinden lassen, und die Einheimischen sind untereinander zerstritten. Der eine setzt auf Tourismus als Einnahmequelle, der andere müht sich mit der Fischerei ab. Auch in der Familie Ward zeigt sich dieser Zwist. Während Martin Ward versucht, sich als Fischer über Wasser zu halten, hat sein Bruder Steve den alten Kutter des Vaters als Ausflugsdampfer zweckentfremdet. Der eine muss mit immer magereren Erträgen und veralteter Ausrüstung klarkommen, der andere mit unsympathischen Party-Touristen. Im alten, am Hafen gelegenen Haus ihres Vaters, das sich nun im Besitz der Familie Leigh befindet, wurden Ferienwohnungen eingerichtet.
Nicht nur mit den reichen Touristen aus London gerät Martin immer wieder aneinander, sondern auch mit den Einheimischen, da er seine Existenzgrundlage gefährdet und auch den Familienzusammenhalt bedroht sieht. Auch mit den neuen Besitzern des Cottage, in dem sie groß geworden waren, legt er sich an.

## Produktion
Regie führte Mark Jenkin. der auch das Drehbuch schrieb und zudem als Kameramann und Filmeditor fungierte. Auch die Filmmusik stammt von ihm. Jenkin unterrichtet an der Falmouth University in Cornwall. Bait bezeichnet üblicherweise den Köder, den man beim Angeln verwendet.
Jenkin drehte den Film in Schwarzweiß und im 16-mm-Format. Im Film finden sich zahlreiche Nahaufnahmen von Fischen, Netzen, Hummern, Gummistiefeln, Knoten und Fangkörben. Die Aufnahmen wurden mit der Hand entwickelt.

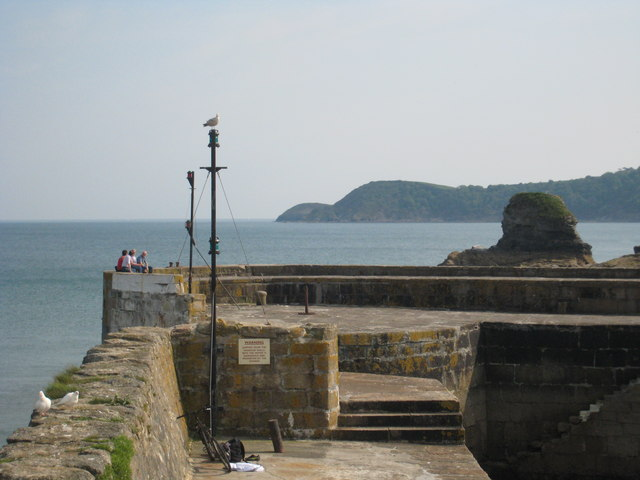
Die Dreharbeiten fanden unter anderem am Hafen von Charlestown an der Südküste Cornwalls statt

Die Filmaufnahmen entstanden im Herbst 2017 ausschließlich in Cornwall, so etwa in Charlestown und an verschiedenen Orten in West Penwith. Visuell orientierte sich Mark Jenkin – teils aus künstlerischer, teils aus technischer Notwendigkeit heraus – an alten Dokumentarfilmen, wie denen des britischen Filmemachers Humphrey Jennings. Er wählte für seine Arbeit eine Bolex-16-mm-Kamera mit manueller Bedienung und musste mit den damit verbundenen Einschränkungen umgehen. Da bei dieser der Verschluss per Hand gedrückt gehalten werden musste, ergaben sich lediglich zwei Möglichkeiten, was er mit seiner anderen Hand tun konnte. So konnte er die Kamera entweder schwenken, neigen oder fokussieren, was Auswirkungen auf die Ästhetik des Films hatte. Die Stimmen der Darsteller wurden nicht während der Dreharbeiten aufgenommen, sondern später von den jeweiligen Schauspielern eingesprochen.
Der Film feierte am 9. Februar 2019 im Rahmen der Internationalen Filmfestspiele Berlin seine Premiere im Internationalen Forum des Jungen Films. In den USA wurde der Film erstmals am 29. und 30. März 2019 bei New Directors/New Films gezeigt, einer vom Museum of Modern Art und der Film Society of Lincoln Center gemeinsam vorgestellten Filmreihe. Ende April 2019 wurde er beim Crossing Europe Film Festival in Linz vorgestellt. Im Juni 2019 lief er beim Edinburgh International Film Festival, im Juli 2019 beim Galway Film Fleadh, Ende Juli und Anfang August 2019 beim Jerusalem Film Festival, und im August 2019 beim Melbourne International Film Festival. Am 30. August 2019 startete der Film in den Kinos im Vereinigten Königreich und in Irland. Der Kinostart in Deutschland war am 24. Oktober 2019. Im März 2020 sollte er beim South by Southwest Film Festival gezeigt werden. Wenige Tage vor Beginn des Festivals wurde dieses aufgrund der Coronavirus-Pandemie auf einen unbekannten Zeitpunkt verschoben, somit auch die Vorstellung des Films. Im September 2020 wird er beim International Film Festival Piešťany gezeigt.

## Rezeption

### Kritiken
Der Film konnte bislang alle Kritiker bei Rotten Tomatoes überzeugen und erhielt hierbei eine durchschnittliche Bewertung von 8,5 der möglichen 10 Punkte.
Stephen Dalton von The Hollywood Reporter bemerkt, die Rahmenhandlung fühle sich wie klassischer Neorealismus an, aber es gebe weitere interessante Schichten, in denen Mark Jenkin experimentelle Montagetechniken, einen Guy-Maddin-Stil, Retro-Pastiche und englische Folk-Horror-Tropen verwende.
Julian Weber von der taz schreibt, in schneller Folge, fast wie in einem Flicker-Film, sehe man karge Verrichtungen aus der Arbeitswelt, in einer Ästhetik, die nichts beschönige. Damit sei Jenkin einer der Überraschungsfilme der Berlinale 2019 gelungen. Bait finde für die ungleiche Verteilung von Wohlstand eine sehr poetische Erzählform, so Weber weiter: „Brachiale Schnitte, blitzartige Rückblenden, Dialoge, die abrupt gegeneinander geschnitten werden, erzeugen einen Sog. Eingerahmt ist die raue Welt an der Küste Cornwalls mit grobkörnigen Bildern, gedreht in 16mm-Schwarz-Weiß-Format von einer Bolex-Kamera.“ Dabei gelinge es Jenkin, etwas Spirituelles in den Bildern unterzubringen, als würden die Seeungeheuer in den Bildern an der Wand im Pub lebendig werden und schützend in die Handlung eingreifen. Der Film mische die Kammerspiel-Beschaulichkeit von alten britischen Kitchen-Sink-Dramen mit der strengen Ästhetik eines Robert Bresson, und den unheimlichen Rest erledige der Drone-Soundtrack mit einem Harmonium als tragendem Instrument.
Esther Buss erklärt bei Spiegel Online, Mark Jenkin suche nicht die Analyse, sondern den Ausdruck: Verletzung, Wut, Ressentiment, Unverständnis. Auch die Montage sei voll auf Krawall gebürstet: „Der beklagte Traditionsverlust findet seine Form in grobkörnigen, von Hand entwickelten Schwarzweiß-Bildern auf 16 mm. Film- und Fischereihandwerk als Komplizenschaft.“
Tim Lindemann von epd Film findet, trotz des formalistischen Stils stecke ein wenig von dem Geist des sozialen Realismus in Bait: „Der empathische Blick, den der Film auf die seefahrende Arbeiterklasse Cornwalls und ihre Verdrängung durch neureiche Londoner wirft, entspricht durchaus der rohen Verbildlichung gesellschaftlicher Ungerechtigkeit, mit der man britisches Independent-Kino lange Zeit zu Recht assoziierte – bis in den späten 90ern die zynischen Gangsterfilme der Marke Guy Ritchie überhandnahmen.“ Mit seinem trockenen Humor und seiner überzeugenden Inszenierung alltäglicher Klassenkonflikte fungiere Bait als neuestes Beispiel einer allgemeinen Tendenz im britischen Indie-Film, so Lindemann: „Das Klassenbewusstsein des sozial-realistischen Kitchen Sink-Dramas bleibt erhalten, visuell und erzähltechnisch aber öffnet man sich neuen Experimenten oder wendet den bekannten Stil auf neue Zusammenhänge an.“ Lindemann schreibt über das Thema von Bait, im Kontext ungekannter sozialer Ungleichheiten, einer verheerenden Austeritätspolitik und nicht zuletzt des desaströsen Brexit-Prozesses wundere es nicht, dass sich das aktuelle englische Mainstream-Kino zu großen Teilen in Eskapismus übe. Dominik Kamalzadeh vom Standard bemerkt hierzu, wie Jenkin diese beiden Fronten, in denen man auch jene des Brexit-zerrissenen Landes wiedererkennt, zeige, sei humorvoll und künstlerisch gewieft.
Vielfach wurde Bait von Filmkritikern mit der Arbeit von Friedrich Wilhelm Murnau verglichen, besonders aufgrund des körnigen Schwarzweiß der Bilder und der später dazugelegten Tonspur, von der Montage und Dramaturgie her aber auch mit Filmen von Sergei Eisenstein.

### Einsatz im Schulunterricht
Das Onlineportal kinofenster.de empfiehlt Bait für die Unterrichtsfächer Englisch, Deutsch, Politik, Kunst und Geografie und bietet Materialien zum Film für den Unterricht. Dort schreibt Philipp Bühler, so könnten die Schüler in Politik und Erdkunde sowie in den künstlerischen Fächern erörtern, wie die Kontraste von Tradition und Moderne auch in der Montage ausgedrückt werden: „Wenn etwa die neuen Besitzer den Sekt für die Gäste kalt stellen, während Martin mit seinen Netzen ums Überleben kämpft, bekommt der abstrakte Begriff der Gentrifizierung handfesten Ausdruck.“

### Auszeichnungen (Auswahl)
In der Jahresbestenliste des vom British Film Institute herausgegebenen Filmmagazins Sight & Sound befindet sich Bait auf Platz 8 der besten Filme des Jahres 2019. Im Folgenden eine Auswahl weiterer Auszeichnungen und Nominierungen.
British Academy Film Awards 2020
- Nominierung als Bester britischer Film
- Auszeichnung für das Beste britische Debüt (Drehbuch/Regie: Mark Jenkin, Produktion: Kate Byers und Linn Waite)

British Independent Film Awards 2019
- Nominierung als Bester Britischer Independent Film
- Nominierung für die Beste Regie (Mark Jenkin)
- Nominierung für den Besten Filmschnitt (Mark Jenkin)
- Auszeichnung als Breakthrough Producer (Kate Byers und Linn Waite)[28]

Crossing Europe Film Festival 2019
- Nominierung im Wettbewerb Competition Fiction (Mark Jenkin)

Edinburgh International Film Festival 2019
- Nominierung als Bester britischer Spielfilm für den Michael Powell Award

European Film Festival Sevilla 2019
- Auszeichnung als Bester Film in der Sektion Permanent Revolutions (Mark Jenkin)[29]

Festival International du Film de La Roche-sur-Yon 2020
- Auszeichnung mit dem Prix Nouvelles Vagues Acuitis (Mark Jenkin)[30][31]

Galway Film Fleadh 2019
- Nominierung im International Feature Competition

Internationales Filmfestival von Stockholm 2019
- Auszeichnung für die Beste Regie im Stockholm XXX Competition (Mark Jenkin)[32]

International Film Festival Piešťany 2020
- Nominierung im Hauptwettbewerb „Meeting Point Europe“ (Mark Jenkin)[33]

International Istanbul Film Festival 2019
- Nominierung für die Goldene Tulpe[34]

London Critics’ Circle Film Awards 2020
- Nominierung als Bester britischer/irischer Film
- Nominierung in der Kategorie Breakthrough British/Irish film-maker für den Philip French Award (Mark Jenkin)[35]